# 涟州
涟州，唐朝时设置的州。
武德四年（621年）置，治所在涟水县（今属江苏省）。辖境相当今江苏省涟水县地。属河南道。贞观元年（627年）废。 